# Danbé, la tête haute
Danbé, la tête haute est un téléfilm français réalisé par Bourlem Guerdjou et sorti en 2014.
Il s'agit de l'adaptation de l'ouvrage Danbé, coécrit par Aya Cissoko et Marie Desplechin, paru en 2011 aux éditions Calmann-Lévy.
Il a reçu le prix du meilleur téléfilm au Festival de la fiction TV de La Rochelle en 2014.

## Synopsis
Le film retrace le parcours de la championne de boxe Aya Cissoko.

## Fiche technique
- Réalisation : Bourlem Guerdjou, d'après l'ouvrage Danbé, coécrit par Aya Cissoko et Marie Desplechin, paru en 2011
- Photographie : Benoît Chamaillard
- Montage : Julia Gregory
- Dates de sortie :
  - 13 septembre 2014 (Festival de la fiction TV de La Rochelle)
  - 23 janvier 2015 diffusion télévision française (Arte)[2]
  - 2 juin 2015 (DVD)

## Distribution
Sauf indication contraire, les informations mentionnées dans cette section peuvent être confirmées par la base de données cinématographiques IMDb,  présente dans la section « Liens externes ».
- Tatiana Rojo : Massiré
- Annabelle Lengronne : Aya à 28 ans
- Bruno Lochet : Jeannot
- Assa Sylla : Aya à 16 ans
- Médina Diarra : Aya à 8 ans
- Moussa Sylla : Issa à 17 ans
- Panama Souleymane Dembélé : Issa à 9 ans
- Alexis Michalik : Thomas
- Hassam Ghancy : Fabrice
- Kadi Diarra : Oumou
- Adèle Choubard : Priscilla
- Salim Kechiouche : Ali
- Constantin Balsan : Yohann
- Éric Caravaca : L'avocat
- Lamine Diarra : Sagui Cissoko
- Mamadou Fomba : Un ancien
- Soukouna Bourahima : Un ancien
- Sala Magrega : Le cousin
- Oumar Niang : Adama
- Aminata Diarrsouba : Kady
- Valérie Da Mota : La proviseure
- Solal Forte : Fred
- Maxime Bocquet : Jonathan
- Charline Paul : Sonia
- Caroline Pascal : Anna
- Nicolas Gonzales : Anna
- Xavier Mussel : Président Civil
- Françoise Roche : Préseidente Varin
- Jean-Luc Paliès : Président Gauthier
- Dorothée Deblaton : Andrée
- Jacques Lacaze : Présentateur championnat de France
- Yves Lecat : Kiné championnat
- Lino Abreu : Samir
- Mahipal Singh : Animateur indien
- Soria Moufakkir : Infirmière
- Naourdine Boubaaya : Médecin SOS
- Chadia Amajod : Secouriste SAMU
- Bernard Mazzinghi : Neurologue
- Ludivine Delahayes : Mme Girard, prof de maths
- Marie-Anne Mestre : Diane
- Marie-Augustine Yameogo : Grand-mère Aya
- Souleyman Coulibaly : Moussa Cissoko
- N'Nabinty Bangoura : Massou Cissoko
- Shaïna Guillaume : Noémie
- Hana Abdoul : Petite Indienne
- Denis Hab : Anesthésiste
- Assa Gassama : Femme victime
- Alhassana Diallo : Homme victime / Doublure boxe Issa
- Laurent Desponds : Médecin hôpital
- Fatoumata Yattabare : Boxeuse savate
- Chloé Lesenne : Boxeuse savate
- Meissa Valentin : Boxeuse savate
- Ingrid Graziani : Boxeuse ukrainienne
- Djibril Gueye : Franck, boxeur
- Charlène Elice : Doublure boxe Aya à 16 ans
- Laëtitia Bakissy : Doublure boxe Aya à 28 ans
- Jules Abel Logel : Professeur de judo

## Distinctions
- Festival de la fiction TV de La Rochelle 2014[1] :
  - Meilleur téléfilm
  - Prix Poitou-Charentes des lecteurs de Sud-Ouest
- Prix du Meilleur Film de Télévision au Festival COLCOA de 2015[3]